# Aglientu
Aglientu – miejscowość i gmina we Włoszech, w regionie Sardynia, w prowincji Sassari. Graniczy z Aggius, Luogosanto, Santa Teresa Gallura, Tempio Pausania, Trinità d’Agultu e Vignola.
Według danych na rok 2004 gminę zamieszkiwało 1080 osób, 7,3 os./km².